# Bàndicut de l'illa Ceram
El bàndicut de l'illa Ceram (Rhynchomeles prattorum) és una espècie de bàndicut, l'única del gènere Rhynchomeles. Com el seu nom indica, és originària de l'illa de Ceram.